# La Compañía (Héroes)
La Compañía es una organización secreta de la serie de televisión Héroes

## Fundadores
Según lo citado por Kaito Nakamura existen doce fundadores de la compañía y una foto que puede probarlo, a pesar de que en ella no aparece Adam Monroe, un inmortal que “formó el grupo” específicamente en 1977. Se ha podido confirmar que la idea y fundación de esta fue más bien concebida por Angela Petrelli, Bob Bishop, Daniel Linderman y Charles Deveux, quienes se reunieron y conocieron por primera vez en la primavera de 1961. Dieciséis años después a principios de 1977, la compañía fue fundada por sus creadores y otros ocho miembros más; reunidos presumidamente por Monroe.
Pese a que se desconocen las situaciones y circunstancias en las que Adam conoció al cuarteto inicial y cómo el grupo se convirtió en una docena, se ha podido confirmar que la compañía tiene un legado de herencia, ya que por cada baja o renuncia tal parece ser que un miembro puede ocupar el mando de la compañía. Tradición que solo ha sido vista hasta ahora en Angela, Daniel y Bob.

### Foto de Grupo
Muchos fundadores de la compañía son padres de varios protagonistas de la historia. Existe una foto del grupo en donde aparecen los doce fundadores, excluyendo a Adam Monroe por alguna razón desconocida (probablemente fue quien tomó la fotografía) y retrata el nacimiento de la empresa clandestina conocida como “La Compañía”. Dicha foto está en propiedad de cada uno de los fundadores al aparecer como parte de un recuerdo personal y quedan muy pocas versiones completas de la misma por culpa de Adam y su venganza personal contra los fundadores. 
Nathan y Matt fueron los primeros y únicos que descubrieron la foto solo para terminar descubriendo que la peligrosa compañía no era más que una creación de sus propios padres.
Esta es una lista de los fundadores de la compañía, con excepción de Adam Monroe, y con sus respectivos hijos poderes y su estado. 
| Nombre           | Poder                    | Hijos                            | Estado                                                              |
| ---------------- | ------------------------ | -------------------------------- | ------------------------------------------------------------------- |
| Angela Petrelli  | Sueños premonitorios     | Nathan Petrelli & Peter Petrelli | Viva (única sobreviviente del grupo de doce)                        |
| Arthur Petrelli  | Absorción de habilidades | Nathan Petrelli & Peter Petrelli | Fallecido (asesinado por Sylar)                                     |
| Bob Bishop       | Alquimia                 | Elle Bishop                      | Fallecido (asesinado por Sylar)                                     |
| Carlos Mendez    | Desconocido              | Isaac Mendez                     | Fallecido (Presuntamente antes de la masacre de Adam)               |
| Charles Deveaux  | Telepatía                | Simone Deveaux                   | Fallecido (Por causas naturales)                                    |
| Daniel Linderman | Curación                 | Ninguno                          | Fallecido (asesinado por D.L. Hawkins)                              |
| Harry Fletcher   | Desconocida              | Desconocido                      | Fallecido (presuntamente asesinado por Adam Monroe o Maury Parkman) |
| Kaito Nakamura   | Probabilidad espontánea  | Hiro Nakamura & Kimiko Nakamura  | Fallecido (asesinado por Adam Monroe)                               |
| Maury Parkman    | Telepatía                | Matt Parkman                     | Fallecido (asesinado por Arthur Petrelli)                           |
| Paula Gramble    | Desconocida              | Ninguno                          | Fallecida (Presuntamente asesinada por Adam Monroe o Maury Parkman) |
| Susan Amman      | Desconocida              | Ninguno                          | Fallecida (Presuntamente asesinada por Adam Monroe o Maury Parkman) |
| Victoria Pratt   | Desconocida              | Ninguno                          | Fallecida (Asesinada por Adam Monroe)                               |

### Fotos de amenazas de muerte
Después de fracasar en su intento por purificar el mundo con el primer descubrimiento de la compañía; el virus Shanti. Adam fue condenado por Kaito a un encierro permanente que duró treinta años, hasta el día de su fuga gracias a la ayuda de Peter Petrelli. Desde entonces Adam se comprometió a asesinar a todos los "traidores", empezando por el hombre que lo encerró Kaito Nakamura. Para torturar a los fundadores o hacerles saber a sus víctimas de su inevitable ejecución, Adam uso varias partes rasgadas de una foto de grupo, las cuales dependiendo de la persona retratada se les iba mandada a sus respectivos representantes y hasta el momento de su muerte, la foto era finalmente "firmada" con la sangre de Adam para formar la hélice y de esa forma llenar de miedo y desesperación al resto de los fundadores sobrevivientes.

## Historia
En 1961, Angela Petrelli, en compañía de su familia, llega a un campamento del gobierno dirigido por Chandra Suresh, donde conoce a los jóvenes Daniel Linderman, Charles Deveaux y Bob Bishop con quienes desarrolla una gran amistad debido a la única cosa que resultan tener en común: sus poderes. 
Cuando, de una manera repentina, los jóvenes escapan del campamento todos llegan a la conclusión de que no es seguro que la gente sepa sobre la existencia de las personas con poderes y aprovechan la terrible desgracia que ocurre en el campamento cuando Alice accidentalmente libera sus poderes lo que ocasiona que todos mueran, a excepción de la propia Alice, así como también usar como guía el sueño de Angela, donde ellos fundaban una compañía para proteger la existencia de todos los especiales. 
16 años después, Angela, Daniel, Charles y Bob en compañía de 8 miembros adicionales y un visionario hombre llamado Adam Monroe, fundan la compañía en 1977, esta vez con la meta de proteger al mundo, aunque bajo las exageradas creencias de Adam. 
Convencidos de que juntos salvarían el mundo, comenzaron a reclutar agentes y "personas como ellos" para el análisis y empaquetado de éstos, siendo uno de los muchos actos inmorales de la compañía.
Así cada vez, lento pero seguro, la Compañía va creciendo poco a poco; también se hacen pasar por una papelería: Primatech.

## Normas y Reglas
Una de las destacadas reglas es el hecho de que cuando un agente se dispone a trabajar con ellos, si los traicionan ocultando o protegiendo a un humano evolucionado, será eliminado por otro agente o por su propio compañero.
Otro podría ser el lema de "Uno de nosotros, uno de ellos", norma que consiste en la agrupación del agente sin poderes acompañado de otro con habilidades para garantizar el éxito en una misión.
Las demás reglas y normas quedan como un misterio, pero según Héroes 360° se puede visitar la página de la empresa ficticia donde se aprecia las demás reglas y normas.

## Competencia
Pinehearst es una empresa que fue creada por Arthur Petrelli con la intención de hacerle competencia a Primatech tras haber sido traicionado por Angela Petrelli. Se hace pasar por una compañía biotecnológica.

## Abolición de Primatech y Pinehearts
En Primatech: después del retorno de Arthur Petrelli, causa Angela Petrelli se disponga a detener a Arthur junto con Noah, Claire y Meredith, pero en el progreso se enfrentan a un muy malhumorado Sylar. Quien planea demostrar que no solo él y Elle fueron monstruos, sino que en cada uno hay un lado irracional y que no le interesa si debe matarlos para conseguirlo y así comienza una carrera contra el tiempo de parte de Noah, Meredith y Claire, mientras que Sylar secuestra a Angela con tal de sacarle información y saber la verdad, por último Sylar es detenido siéndoselo enterrado una parte superior de atrás de su cabeza un trozo de vidrio roto acabando con su vida, temporalmente, y Meredith, la que había sido inyectada con adrenalina por Sylar, pierde el control de sus habilidades y por último la Compañía es incendiada por esto. 
En Pinehearts: acto seguido de que Sylar terminara matando a Arthur, Peter se dirige a las instalaciones de Pinhearts donde espera acabar con la fórmula, con la ayuda de Knox y Flint estando muy cerca de la destrucción de esta, sin embargo de la nada aparece Nathan -quien escapo de Knox- y de un golpe derriba a Flint mientras que golpea repentinamente a Peter, Flint logra quemar los charcos de la fórmula y Peter se inyecta una dosis de dicha fórmula devolviéndole su poder y salva a Nathan justo cuando el laboratorio explota.